# Paramillo de Santa Rosa
Le Paramillo de Santa Rosa est un stratovolcan situé dans la municipalité de Santa Rosa de Cabal, département de Risaralda au centre de la Colombie.

## Géographie
Ce volcan est protégé au sein du parc national naturel de Los Nevados. Il en est le volcan le plus occidental, et le plus occidental du complexe volcanique constitué également du Nevado del Ruiz et du Nevado del Tolima (surveillés par le Servicio Geológico Colombiano, tout comme le complexe Cerro Bravo-Cerro Machín). Le Paramillo de Santa Rosa est situé à environ 10 km à l'ouest de l'axe principal de la cordillère Centrale et à 8 km au sud-est du bourg principal de la municipalité de Santa Rosa de Cabal. Le volcan culmine à une altitude de 4 585 m et a un diamètre de 7 à 8 km.
Selon le SGC, ses laves de nature porphyrique andésitique se caractérisent par une importante quantité de plagioclase zoné (An43-39), d'augite, d'hypersthène, d'hornblende brun et d'oxydes opaques dans une matrice de hyaline. La partie supérieure de la structure est déchirée par des ravines et présente une altération hydrothermale marquée.
Depuis les décennies 1960 et 1970, ce volcan était considéré comme un nevado qui a laissé des traces marquées d'érosion dans sa forme. Cependant, en raison des effets du réchauffement global, la calotte glaciaire qui le couvrait de façon permanente a disparu, en constituant seulement sur une base saisonnière. Cette situation se produit également au Nevado del Quindío et au Nevado el Cisne. Pour cette raison, il est devenu plus connu ces dernières années sous l'appellation de paramillo que de nevado.

## Activités
Bien qu'il n'y ait aucune trace d'activité volcanique récente, il y a une grande présence de sources thermales qui contribuent à l'activité touristique de la région, étant donné les propriétés médicinales et relaxantes attribuées à ces sources d'eau chaude.
Durant les dernières années, le SGC a soumis ce volcan à des études pour déterminer son degré d'activité et de risque, bien qu'il soit actuellement considéré stable.